# Wilfrid van York

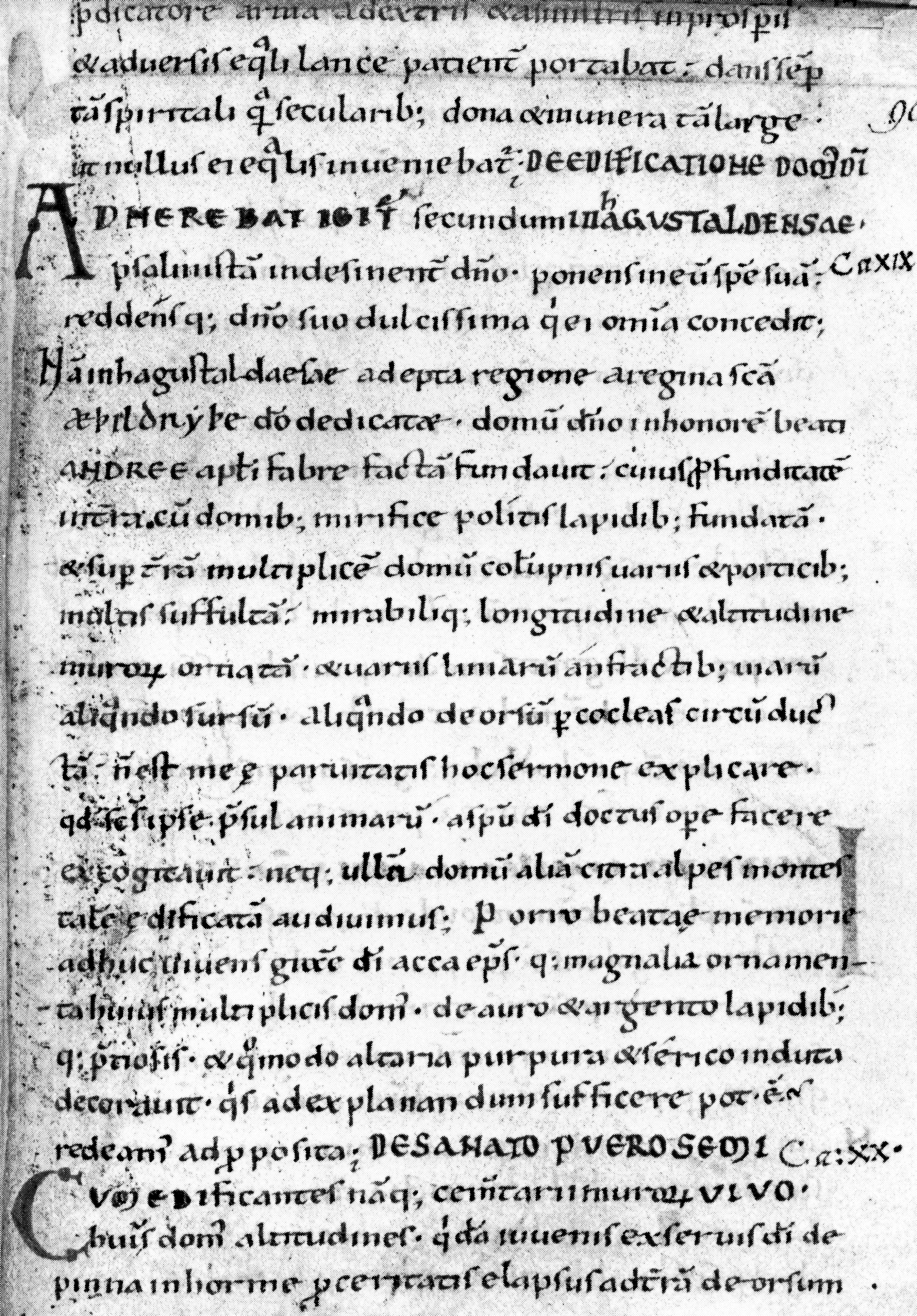
Afbeelding van een pagina uit een 11e-eeuws manuscript van de Vita Sancti Wilfrithi

Wilfrid(us) of Walfridus van York (oorspronkelijke spelling Wilfrith) (rond 634 - 24 april 709) was een Engelse bisschop en heilige.
Wilfrid werd geboren in een voorname familie in Northumbria, tegenwoordig Noordwest-Engeland. Hij verliet op jeugdige leeftijd het ouderlijk huis om in Lindisfarne, Canterbury, Gallië en in Rome te studeren; tegen 660 keerde hij terug naar Northumbria, waar hij abt werd van het nieuw opgerichte klooster in Ripon. In 664 was Wilfrid woordvoerder van het Romeinse standpunt tijdens de synode van Whitby. Hier maakte hij naam door een toespraak waarin hij betoogde dat de Romeinse methode moest worden ingevoerd voor de exacte berekening van de eerste Paasdag (de computus).

## Afkomst en jeugdjaren
Wilfrid werd rond het jaar 633 in Northumbria geboren. James Fraser stelt dat Wilfrid uit een aristocratische familie in Deira stamde; hij wijst erop dat de meeste van Wilfrids vroege contacten afkomstig waren uit dit gebied. Toen hij ongeveer 14 jaar oud was, zou hij in conflict zijn geraakt met zijn stiefmoeder. Dit conflict was voor Wilfrid aanleiding om het ouderlijk huis te verlaten, waarschijnlijk zonder toestemming van zijn vader. Hoewel Wilfrids achtergrond nooit expliciet als adellijk is beschreven, waren hovelingen van de koning vaste gasten in het huis van zijn vader. Ook beschikte hij, toen hij het ouderlijk huis verliet, over paarden, bedienden en kleren, die pasten bij een verblijf aan een koninklijk hof. Wilfrid begaf zich naar het hof van koning Oswiu van Northumbria.
Aan het hof werd koningin Eanflæd Wilfrid's beschermvrouwe. De koningin stuurde hem naar Cudda om daar te studeren. Cudda was een van haar mans hovelingen geweest, maar was in 648 monnik op het eiland Lindisfarne. Het klooster op dit eiland was kort daarvoor opgericht door Aidan, die belangrijk was geweest voor de bekering van Northumbria tot het christendom. Op Lindisfarne zou Wilfrid het "gehele Psalter en diverse andere boeken uit zijn hoofd hebben geleerd".
Wilfrid studeerde enige jaren in Lindisfarne, voordat hij in 652 vertrok naar het hof van de koning van Kent in Canterbury. Hij verbleef daar bij familieleden van Koningin Eanflæd. De koningin had Wilfrid een introductiebrief meegegeven voor haar neef, koning Eorcenberht. In Kent werd Wilfrid geholpen in zijn carrière door een andere neef van Eanflæd's, Hlothere, die later koning van Kent zou worden (673 - 685). Aan het hof van Kent verbleven in die tijd ook een aantal bezoekende geestelijken, waaronder Benedict Biscop, een bekende missionaris. Wilfrid lijkt ongeveer een jaar in Kent te hebben doorgebracht, maar de exacte chronologie is onzeker.

### Tijd in Rome en Lyon

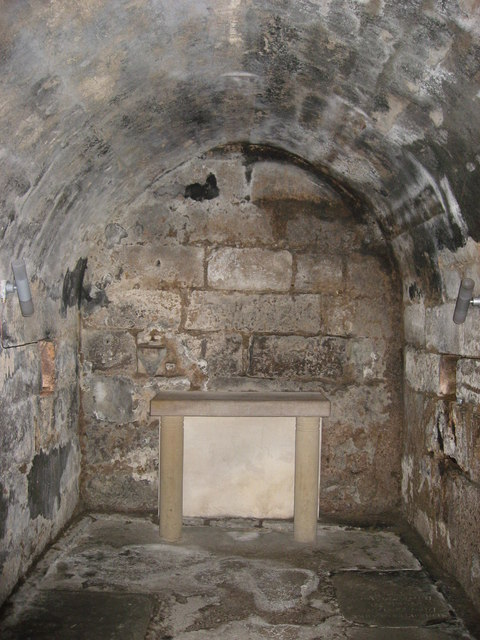
7de-eeuwse crypte in de abdij van Hexham, waar Wilfrid de relikwieën die hij meegebracht uit het continent mogelijk zou hebben ondergebracht.

Wilfrid vertrok in het gezelschap van Benedictus Biscop vanuit Kent naar Rome, Het betrof hier de eerste bekende bedevaart naar Rome van in het tegenwoordige Engeland geboren mensen, deze bedevaart vond waarschijnlijk in 654 of 655 plaats. Volgens zijn latere biograaf, Stefanus van Ripon, verliet Wilfrid het gezelschap van Biscop in Lyon, waar Wilfrid onder de bescherming van Annemund, de aartsbisschop van Lyon, stond. Stefanus van Ripon beweert dat Annemund Wilfrid met een nichtje van de aartsbisschop wilde laten trouwen en dat hij Wilfrid gouverneur van een Frankische gouw wilde maken, maar dat Wilfrid dit weigerde en dat hij zijn weg naar Rome vervolgde. Eenmaal in Rome leerde hij de Romeinse methode om de eerste Paasdag te berekenen. Ook bestudeerde hij de Romeinse praktijk van het verzamelen van relikwieën. Na een audiëntie met de paus keerde Wilfrid terug naar Lyon.
Stefanus van Ripon zegt dat Wilfrid drie jaar in Lyon verbleef. Hij zou de stad pas na de dood van zijn vriend, de aartsbisschop hebben verlaten. Er is echter een probleem in Stefanus' zijn chronologie. De moord op Annamund vond plaats in 660, maar Wilfrid keerde in 658 terug naar Engeland. Stefanus zegt dat Annamund Wilfrid een klerikale tonsuur zou hebben gegeven. Dit betekent echter niet dat hij monnik werd, alleen dat hij tot de geestelijkheid toetrad. Bede zwijgt over het onderwerp van Wilfreds monastieke status, Waarschijnlijk werd Wilfrid al monnik tijdens zijn tijd in Rome, of daarna, toen hij in Gallië verbleef.
Sommige historici zijn echter van mening dat Wilfrid nooit monnik is geworden. Tijdens zijn verblijf in Gallië raakte Wilfrid goed bekend met de Frankische kerkelijke praktijken, met inbegrip van een aantal aspecten van de kloosters gesticht door Columbanus. Deze invloed kan worden gezien in Wilfrids waarschijnlijke adoptie later in zijn leven van de Frankische ceremonie om kerken in te wijden, alsook in zijn gewoonte om Frankische metselaars in te huren om zijn kerken te bouwen. Wilfrid raakte in Gallië en Italia ook bekend met de regels van Sint-Benedictus, aangezien de door Columbanus gestichte kloosters deze monastieke regel volgden.

### Abt van Ripon
Na zijn terugkeer naar Northumbria in ongeveer 658, beval Cenwalh, de koning van Wessex, Wilfrid aan bij Alhfrith van Deira, een zoon van Oswiu, als een geestelijke die goed onderlegd was in de Romeinse gewoonten en liturgie. Alhfrith was onderkoning van Deira onder het bewind van zijn vader en de meest waarschijnlijke erfgenaam van de troon van zijn vader, aangezien zijn halfbroers nog jong waren. Kort voor 664 gaf Alhfrith aan Wilfrid een klooster in beheer dat hij onlangs in Ripon had opgericht. Dit klooster was gevormd rondom een groep monniken van de abdij van Melrose, volgers van de gebruiken van de Hiberno-Schotse missie Wilfrid verwijderde de abt, Eata, omdat hij weigerde de Romeinse gebruiken te volgen; Cuthbert, later zelf heilig verklaard, was een van de monniken die werden verdreven. Wilfrid introduceerde de Regels van Sint-Benedictus in Ripon. Hij beweerde dat hij als eerste in Engeland deze regels in een klooster invoerde,, maar deze claim berust op de Vita Sancti Wilfrithi en zegt niet waar Wilfrid op de hoogte raakte met de Regula Benedicta, noch welke vorm van de Regula Benedicta er precies werd ingevoerd.
Kort daarna werd Wilfrid tot priester gewijd door Agilbert, de bisschop van Dorchester in het koninkrijk van de Gewisse, een deel van Wessex. Wilfrid was een protegé van Agilbert, die Wilfrid later ook tot bisschop wijdde. De monnik Ceolfrith werd door de abdij van Ripon aangetrokken vanuit de abdij van Gilling, een klooster dat onlangs was ontvolkt als gevolg van de pest. Ceolfrith was later abt van de abdij van Wearmouth-Jarrow toen de vroeg-middeleeuwse kroniekschrijver en schrijver Beda daar monnik was. Beda maakt nauwelijks melding van de relatie tussen Ceolfrith en Wilfrid, maar het was Wilfrid, die Ceolfrith tot priester wijdde en die hem toestemming gaf voor een transfer naar de abdij van Wearmouth-Jarrow.

## Synode van Whitby
In 663 woonde Wilfrid de synode of het concilie van Whitby bij. Hij was aanhanger van de partij die voorstander was van de "continentale" methode voor het bepalen van Pasen (de computus). Zijn medestanders waren James de Diaken, Agilbert en Alhfrith. Onder hen die de "Keltische" manier om de juiste datum voor Pasen te berekenen aanhingen waren koning Oswiu, Hilda, de abdis van Whitby, Cedd, een bisschop, en Colman van Lindisfarne, de bisschop van Lindisfarne.
Wilfrid werd gekozen om het standpunt van de Romeinse partij in de synode te vertegenwoordigen; ook trad hij op als tolk voor Agilbert, die de lokale taal niet sprak. Beda schrijft dat Wilfrid zou hebben gezegd dat zij, die de juiste datum voor Pasen niet volgens het Romeinse systeem berekenen, zich schuldig maken aan een zonde. Wilfrids toespraak ten gunste van het overnemen van de Romeinse kerkpraktijk om de juiste datum van Pasen te berekenen was een belangrijke stap in de ondergang van de "Keltische" partij in 664, hoewel de meeste Ierse kerken de Romeinse methode voor het bepalen van Pasen pas in 704 overnamen en Iona zelfs tot 716 standhield. Veel van de Ierse kloosters hielden zich niet aan de Romeinse methode om Pasen te berekenen, maar zij waren niet geïsoleerd van het continent. Ierse geestelijken stonden in contact met geestelijken op het continent. Ten tijde van de synode van Whitby hielden veel Zuid-Ieren zich al wel aan de Romeinse paasdatum, De monniken en geestelijken die de besluiten van de synode van Whitby niet wilden aanvaarden, verlieten Northumbria; sommigen gingen naar Ierland, anderen naar Iona.

## Aartsbisschop van York
Na de Synode van Whitby in 664 werd hij tot bisschop van York gekozen. Wilfrid beschouwde de noordelijke bisschoppen van Northumbria en Schotland als schismatiek omdat zij trouw waren gebleven aan het Keltische christendom en wilde daarom niet door hen tot bisschop worden gewijd. Zijn wijding ontving hij daarna in Frankrijk. Hij keerde pas enkele jaren later, in 666, terug naar Northumbria. Tijdens zijn lange afwezigheid werd er echter een nieuwe bisschop gekozen: Chad. Daarop trok Wilfrid naar Mercia, totdat hij in 669 dankzij de aartsbisschop van Canterbury Theodorus zijn positie terugkreeg. Hij stichtte in zijn bisdom vele kloosters van de benedictijnen en liet de munsterkerk van York volledig herbouwen.

### Conflict met de aartsbisschop van Canterbury
Toen zijn bisdom in 678 door de aartsbisschop van Canterbury werd opgesplitst in vier kleinere bisdommen en deze drie nieuwe bisschoppen had gewijd, was Wilfrid het niet eens met die beslissing. Hij was van oordeel dat de aartsbisschop het recht niet had een dergelijke beslissing te nemen en ging naar Rome om zijn zaak te bepleiten bij paus Agatho.

### In beroep in Rome
Wilfrid vertrok naar Rome na zijn afzetting om in beroep gaan tegen de beslissingen van Theodorus en Ecgfrith,.

#### Verblijf in Friesland
Onderweg bezocht hij in Utrecht het hof van de Friese koning, Aldgisl, die hem vriendelijk ontving. Daar verbleef hij het grootste gedeelte van 678. Volgens sommige historici zou Wilfrid op zijn reis van Engeland naar het continent uit koers zijn geraakt en per ongeluk in Frisia zijn beland. Waarschijnlijker lijkt echter een andere versie van de gebeurtenissen, waar van toeval geen sprake was. Wilfrid zou via Frisia zijn gereisd omdat hij Neustrië wilde vermijden, aangezien hij zich bedreigd voelde door de daar heersende hofmeier Ebroin. Hij overwinterde in Friesland, waar hij tijdens zijn verblijf diplomatieke inspanningen van Ebroin in de vorm van een uitleveringsverzoek wist af te weren. Volgens Stephen zou Ebroin zelfs geprobeerd hebben om Wilfrid te laten doden. Tijdens zijn verblijf probeerde Wilfrid om de Friezen, die op dat moment nog heidenen waren, tot het christendom te bekeren. Wilfrids biograaf beweert dat hij daarin slaagde en dat het merendeel van de Friese edelen zou zijn bekeerd. Het succes was echter van korte duur.

#### Vervolg van de reis
Na zijn verblijf in Utrecht reisde hij in de lente van 679 verder naar het hof van Dagobert II in Austrasië. Deze koning bood hem de aartsbisschoppelijke zetel van Straatsburg aan, maar Wilfrid weigerde deze functie. Eenmaal in Noord-Italië aangekomen, werd Wilfrid door de koning van de Langobarden, Perctarit ontvangen, die hem een plaats aan zijn hof gaf.

#### Beslissing van de paus
Paus Agatho besliste dat de nieuw benoemde bisschoppen weer uit hun ambt moesten worden ontzet. Wilfrids bisdom moest, gezien zijn grootte wel opgedeeld worden, maar het was Wilfrid die zijn coadjutors kon aanstellen.
Toen hij na deze beslissing weer in Northumbria aankwam, werd hij door de koning Ecgfrith gevangengenomen en vervolgens opnieuw verbannen.

## Terugkeer in Engeland
In 686 kon hij na het aantreden van de nieuwe koning Aldfrith en bemiddeling van aartsbisschop Theodorus terugkeren naar Northumbria, eerst als bisschop van Hexham en kort daarna weer als bisschop van York.
Een vijftal jaar later kwam Wilfrid weer in conflict met de koning. Daarop verliet hij Northumbria weer om naar het naburige koninkrijk Mercia te trekken. In 702 verslechterde zijn relatie met aartsbisschop Brihtwald, en een jaar later trok Wilfrid voor een derde maal naar Rome. Uiteindelijk kreeg hij het bisdom van Hexham en Ripon.

## Aftreden en overlijden
Na zijn definitieve terugkeer naar Northumbria trok Wilfrid zich terug in de abdij van Ripon, waar hij tot zijn dood zou verblijven. Hij overleed op 75-jarige leeftijd tijdens een bezoek aan Oundle in Northamptonshire. Iets meer dan een jaar voor zijn dood in 709 of 710 kreeg Wilfrid iets wat naar het schijnt op een beroerte lijkt. Dit zette hem ertoe aan om zijn testament op te stellen waarin hij vastlegde wat er met zijn kloosters en bezittingen diende te gebeuren. Hij werd begraven bij het altaar van zijn kerk in Ripon. Beda registreert het grafschrift dat op zijn graf werd geplaatst. Wilfrid werd in Hexham opgevolgd door zijn protegé Acca van Hexham, die hem in 703 op zijn reis naar Rome had begeleid. Het klooster in Ripon vierde de eerste verjaardag van de Wilfrids dood met een herdenkingsdienst die door alle abten van zijn kloosters werd bijgewoond. Er zou een spectaculaire witte boog in de hemel zijn verschenen die oprees vanaf de gevel van de basiliek, waar zijn beenderen te ruste waren gelegd.
Wilfrid liet grote sommen geld na aan zijn monastieke stichtingen, om deze zo in staat te stellen de koninklijke gunst te kopen. Kort na zijn dood schreef Stefanus van Ripon, een monnik uit de abdij van Ripon, zijn heiligenleven over Wilfrid, de Vita Sancti Wilfrithi. Dit was de eerste door een tijdgenoot geschreven biografie die in Engeland verscheen. Een eerste versie verscheen in 715. Bijna twintig jaar later in de jaren 730 verscheen een aangepaste versie. Het werk werd geschreven in opdracht van twee van Wilfrids volgelingen, Acca van Hexham, en de abt van Ripon, Tatbert. Stefanus Vita houdt zich bezig met de rechtvaardiging van Wilfrids daden en het opstellen van een zaak om zijn heiligheid te bepleiten. Het werk dient dus met de nodige voorzichtigheid door historici gebruikt te worden, maar is toch een waardevolle bron over het leven van Wilfrid en de geschiedenis van zijn tijd.

## Voetnoten
1. ↑  Fraser, From Caledonia to Pictland, blz. 47
2. 1 2  Mayr-Harting, Coming of Christianity, blz. 107-112
3. ↑  Fraser, Caledonia to Pictland, blz. 190-91
4. 1 2 3  Hindley, A Brief History of the Anglo-Saxons, blz. 78-83
5. ↑  Fletcher, Barbarian Conversion, blz. 263
6. 1 2 3 4 5 6 7 8 9  Thacker "Wilfrid (St Wilfrid) (ca.634-709/10)" Oxford Dictionary of National Biography
7. 1 2 3 4 5 6  Fletcher, Barbarian Conversion, blz. 175-80
8. ↑  Geciteerd in Yorke Conversion of Britain, blz. 181
9. ↑  Yorke, Kings and Kingdoms, blz. 36-37
10. ↑  Kirby, Earliest English Kings, blz. 36
11. ↑  Blair, World of Bede, blz. 156
12. 1 2  Thacker, "St. Wilfrid" Encyclopedia of Anglo-Saxon, blz. 474-76
13. ↑  Herrin; Formation of Christendom, blz. 267-68
14. ↑  Brown, "Royal and Ecclesiastical" Renascence, blz. 29-31
15. ↑  Annamund werd vermoord op bevel van Balthild, de regent van Chlothar III.
16. ↑  Levison, England and Continent, blz. 10
17. 1 2  Cubitt, "Clergy in Early Anglo-Saxon England", Historical Research, blz. 277
18. ↑  Farmer, "Intruduction", Age of Bede, blz. 22
19. ↑  Coates, "Construction of Episcopal Sanctity" Historical Research, blz. 1-2
20. ↑  Coates, "Ceolfrid" Journal of Medieval History, blz. 76-77
21. 1 2 3 4  Kirby Earliest English Kings, blz. 87-88
22. 1 2  Higham, Convert Kings, blz. 42
23. ↑  Lawrence, Medieval Monasticism, blz. 57
24. ↑  Blair, World of Bede, blz. 199
25. ↑  Er is ook sprake van dat hij vijf jaar na zijn benoeming tot abt priester werd.
26. ↑  Blair, World of Bede, blz. 111-12
27. ↑  Blair,World of Bede, blz. 162-163
28. ↑  Coates, "Ceolfrid" Journal of Medieval History, blz. 82.
29. 1 2  Blair,  Introduction to Anglo-Saxon England, blz. 131
30. ↑  Agilbert werd later door de koning van Wessex uit zijn Engelse bisdom verbannen, toen de koning Agilbert door diens gebrekkige beheersing van de Angel-Saksische taal niet kon begrijpen.
31. ↑  Blair, World of Bede, blz. 83-84
32. ↑  Stenton, Anglo-Saxon England, blz. 123-25
33. ↑  Het is niet duidelijk welk gedeelte van de toespraak werkelijk door Wilfrid is uitgesproken en welk gedeelte door de eerbiedwaardige Beda werd gecomponeerd.
34. ↑  Yorke Conversion of Britain, blz. 117
35. ↑  Sommige Welsh gingen pas in 768 over tot de Romeinse methode om Pasen te berekenen.
36. ↑  Brown, Rise of Western Christendom, blz. 361-62
37. ↑  Yorke, Kings and Kingdoms, blz. 84–85
38. ↑  Hindley, A Brief History of the Anglo-Saxons, blz. 48
39. ↑  De eerste Engelsman om een koninklijke of kerkelijke beslissing aan te vechten door een verzoekschrift aan de paus. Hij was de enige Engels bisschop die tegen een koninklijke uitspraak in beroep ging totdat William van St-Calais in 1088 bij de paus in beroep ging tegen een beslissing van koning Willem II van Engeland
40. ↑  Southern, Western Society, blz. 184-185.
41. ↑  Blair, Introduction to Anglo-Saxon England, blz. 137
42. ↑  Levison, England and the Continent, blz. 50-51
43. ↑  Levison, England and the Continent, blz. 14
44. ↑  Kirby, Making of Early England, blz. 158
45. 1 2 3  Hindley Brief History of the Anglo-Saxons, blz. 62
46. ↑  Kirby, "Bede" English Historical Review, blz. 101
47. ↑  Beide jaren worden in verschillende bronnen als overlijdensjaar gegeven. De discrepantie over zijn overlijdensdatum betreft het feit dat er twee data worden geassocieerd met de cultus van Wilfrid, 24 april en 12 oktober. Stefanus van Ripon vermeldt uitdrukkelijk dat Wilfrid op een donderdag overleed, maar beide genoemde overlijdensdatums vielen in 709 niet op een donderdag. 24 april 710 viel echter wel een donderdag en is om die reden de meest aannemelijk datum van Wilfrids overlijden. Een complicatie is wel dat de oktoberdatum de meest voorkomende herdenkingsdatum is, maar dat 22 april in de 7e- en 8e-eeuwse heiligenkalenders als eerste datum aan de cultus van Wilfrid werd gekoppeld. De oktoberdatum ontstond waarschijnlijk omdat de aprildatum conflicteerde met de Vastentijd en Pasen.
48. ↑  Het grafschrift is opgenomen in boek V, hoofdstuk XIX. Een online vertaling staat op het Middeleeuwse Sourcebook, een deel van de Online Reference Book voor Middeleeuwse Studies van de City University van New York
49. ↑  Blair, World of Bede, blz. 189
50. ↑  Levison, England and the Continent, blz. 61
51. ↑  Goffart, Narrators, blz. 271
52. ↑  Farmer, Age of Bede, blz. 182
53. ↑  Forster, St Wilfrid van Ripon, blz. 16
54. ↑  Yorke, Conversion of Britain, blz. 163
55. ↑  Farmer, "Saint Wilfrid" Saint Wilfrid bij Hexham, blz. 38
56. ↑  Yorke, Conversion of Britain, blz. 12
57. ↑  Kirby, 'Earliest English Kings, blz. 100
58. ↑  Yorke, Kings and Kingdoms, blz. 73